# Marie-Antoinette (miniserie televisiva)
Marie-Antoinette è una miniserie televisiva del 1975 diretta da Guy Lefranc.